# Oxford University Press
Oxford University Press (OUP) er et britisk universitetsforlag, der er tilknyttet Oxford University. Med sine ca. 4.500 årlige udgivelser er det verdens største universitetsforlag.
Den første bog fra Oxford blev udgivet i 1478, og i 1586 fik det kongeligt privilegium til at trykke bøger. Omkring 1690 fik forlaget rettighederne til at udgive Kong James' bibel, hvilket blev så stor en succes at forlaget en overgang var verdens største forlag. I 1896 etablerede forlaget sig i USA. I dag har Oxford University Press aktiviteter i mere end 50 lande og beskæftiger i alt 4.000 ansatte.
Forlaget er etableret som en almennyttig stiftelse, der årligt donerer 30% af sit overskud til universitetet, dog mindst 12 mio. pund.